# Милов, Владимир Станиславович
Влади́мир Станисла́вович Мило́в (род. 18 июня 1972, Кемерово, РСФСР, СССР) — российский оппозиционный политический и общественный деятель, председатель партии «Демократический выбор» (2012—2015), с мая по октябрь 2002 года — заместитель министра энергетики России. Член федерального политсовета движения «Солидарность» (2008—2010).
Один из создателей коалиции «За Россию без произвола и коррупции». Вместе с Борисом Немцовым выступил соавтором антикоррупционных докладов «Путин. Итоги. 10 лет» (2010) и «Путин. Коррупция» (2011).
Вице-президент фонда «Свободная Россия» по международной адвокации.

## Биография
Родился 18 июня 1972 года в Кемерове. Отец — инженер-машиностроитель. Мать — учительница английского языка, глава ООО «Авента», соучредитель ООО «Научно-производственная коммерческая фирма». Ребёнком несколько лет провёл в Индии, где его отец работал[прояснить] «по линии советско-индийского сотрудничества». С 1982 года проживает в Москве (до 2002 года — в Тёплом Стане, с 2002 года — в Ясеневе).
В 1989—1994 годах обучался на электромеханическом факультете Московского государственного горного университета (сегодня — Горный институт НИТУ «МИСиС») по специальности «технология машиностроения». Хорошо владеет английским языком, на старших курсах подрабатывал переводчиком.
В 1994—1997 годах работал во Всероссийском научно-исследовательском и проектно-техническом институте угольного машиностроения, затем — в АООТ ТД «Сиданко».
В 1997—2001 годах работал в Федеральной энергетической комиссии России, занимавшейся регулированием РАО ЕЭС, «Газпрома», «Транснефти» и других монополий (в 1999—2001 годах — начальник управления экономического анализа Федеральной энергетической комиссии).
В 2001 году принял предложение министра экономического развития и торговли Германа Грефа возглавить экспертную группу в Центре стратегических разработок в основном аналитическом центре, разрабатывающем экономические реформы, проводимые правительством Михаила Касьянова. 5 декабря 2001 года Милов был назначен советником министра энергетики России Игоря Юсуфова, а 14 мая 2002 года стал его заместителем. Курировал вопросы энергетической стратегии и реформ. Руководил разработкой проекта «Энергетической стратегии России на период до 2020 года». Милов утверждает, что «в августе 2003 правительство приняло энергетическую стратегию, почти в точности повторявшую мою по форме, но полностью выхолощенную по сути». 30 октября 2002 года, спустя пять месяцев после назначения, Милова освободили от должности замминистра энергетики по его просьбе.
В 2002 году был членом совета директоров ОАО «Компания проектной приватизации». ОАО «Компания проектной приватизации» — государственное предприятие, учреждённое в декабре 2000 года. Этой структуре правительство передало 50 млн обыкновенных акций (6,13 % от уставного капитала) компании «Лукойл» с целью последующей продажи на международном фондовом рынке, что и было осуществлено в декабре 2002 года.

### Общественно-политическая деятельность
В ноябре 2002 года возглавил созданный им исследовательский фонд «Институт стратегического развития ТЭК» (с ноября 2003 — «Институт энергетической политики»). В сентябре 2005 — августе 2006 года Институт входил в десятку наиболее упоминаемых в СМИ экономических экспертных центров в стране, будучи первым по вопросам энергетики. К 2010 году институт практически прекратил заниматься реальной деятельностью, а в декабре 2013 года ликвидировалось и юридическое лицо.
В июне 2004 года по совместительству возглавил исследовательскую группу по энергетике и транспорту в Центре стратегических разработок.
Автор многочисленных аналитических материалов, концептуальных докладов и публикаций по проблемам энергетической политики и развития инфраструктуры в России. Соавтор государственных программ реформирования газовой отрасли, электроэнергетики, железнодорожного транспорта России. Автор проекта реформы «Газпрома», отвергнутой Владимиром Путиным. В 2002 году руководил межведомственной рабочей группой по разработке Энергетической стратегии России на период до 2020 года. Принимал участие в разработке российского законодательства об электроэнергетике, регулировании и налогообложении энергетического сектора, о недрах.
Известен как публицист и автор регулярных статей в ведущих деловых изданиях «Ведомости», Газета.Ру, Forbes Russia.
Активно критиковал российские власти, обвиняя их в отходе с демократического пути развития страны, отказе от важных экономических реформ. В течение 2007 года опубликовал в газете «Ведомости» серию статей с отрицательной оценкой итогов президентства Владимира Путина в различных сферах, положивших основу для публикации в 2008 году доклада «Путин. Итоги».
5 апреля 2008 года принял участие в конференции «Новая повестка для демократического движения», прошедшей в Санкт-Петербурге. Входил в состав координационной группы по подготовке съезда объединённого демократического движения. В ходе этой работы принял участие в нескольких региональных конференциях (в Воронеже, Москве, Твери, Уфе).
В 2008 году выступил одним из организаторов оппозиционного Объединённого демократического движения «Солидарность», в декабре 2008 года избран в Федеральный политсовет движения.
Возглавил разработку проекта политической программы «300 шагов к свободе», впоследствии предложенной съезду Объединённого демократического движения «Солидарность».
В июне 2009 года в своём блоге отрицательно охарактеризовал участников сообщества ru-solidarnost в «Живом журнале», после этого объявил о создании нового сообщества dem-solidarnost с более высоким уровнем цензуры.
В 2009 году баллотировался в Московскую городскую думу в качестве независимого кандидата, однако не был допущен до выборов, по собственному утверждению, по «надуманным причинам». Широкую огласку получила история о том, как избирком объявил недействительной в том числе и подпись самого Милова.
В феврале 2011 года проиграл судебный процесс против Геннадия Тимченко. Замоскворецкий суд Москвы оштрафовал Милова, признав порочащими честь и достоинство утверждения из доклада «Путин. Итоги. 10 лет» и обязав опровергнуть эти сведения.
С февраля 2010 года — лидер общественного движения «Демократический выбор», зарегистрированного в октябре 2010 года в качестве общественной организации.
17 июня 2010 года вышел из «Солидарности», заявив, что это движение за два года своего существования не смогло собрать в свои ряды больше 4 тысяч членов, и что «у карликовых оппозиционных организаций нет будущего». Выразил мнение, что «успех демократической оппозиции сегодня лежит в других форматах», а не в «поблекшей и давно уже ничего полезного не делавшей „Солидарности“».
В мае 2012 года был избран председателем политической партии «Демократический выбор». Выступил соавтором политической программы партии — «Сделаем Россию современной страной».
Характеризует себя как человека, имеющего профессиональный административный опыт, знающего, как устроена работа власти, интегрированного в мировую элиту и приверженного демократическим процедурам.
20 декабря 2015 года покинул пост председателя партии «Демократический выбор». Причиной стал ряд разногласий политика с коллегами по партии, в частности, с избранным съездом заместителем председателя Сергеем Жаворонковым и значительным числом других должностных лиц. Главными постулатами критики оппонентов было то, что за почти три года, находясь под руководством Милова, партия не показала позитивных результатов на выборах, а сам Милов не смог организовать успешного сбора подписей на выборах в Московскую городскую думу в 2014 году Кроме того, из-за коммуникативных проблем Милова из партии происходил заметный отток активистов и спонсоров. Милов попытался исключить некоторых критиков из партии, обвинив их в работе на ФСБ, что послужило причиной для эскалации конфликта, приведшего в итоге к добровольной отставке Милова с должности председателя партии.
С 2016 года стал соратником незарегистрированного кандидата в президенты Алексея Навального. С 11 мая 2017 года начал вести еженедельную рубрику об экономике «Где деньги?» в программе Навальный LIVE.
Выдвинул свою кандидатуру в депутаты Московской городской думы на выборах 2019 года по избирательному округу № 35 (Коньково, Теплый Стан). Однако к 6 июля 2019 года не смог собрать всех минимально необходимых 5273 подписей (3 % избирателей) — было собрано 5150, так как часть подписей пришлось выбраковать, а часть сборщиков так и не дошла до нотариуса и из-за этого не могла подать собранные ими подписи в избирком (это обязательное требование — чтобы все сборщики были нотариально заверены).
С 19 октября 2019 года ведёт еженедельную передачу о международной политике «Обнимашки с диктаторами» на собственном ютуб-канале. С 31 января 2020 года ведёт также цикл передач «Why Russia Fails?» (название является отсылкой к книге Дарона Аджемоглу и Джеймса Робинсона «Почему одни страны богатые, а другие бедные», англ. «Why Nations Fail»), со 2 сентября 2020 года — цикл передач «Как разваливался СССР», с 3 марта 2021 марта года — цикл передач «Другие 90-е», с 14 июня 2022 года — цикл передач «Лихие 2000», с 16 января 2021 года — цикл передач «Коротко о главном», с 11 марта 2022 года — цикл передач «Война с Украиной», с 13 ноября 2019 года — цикл передач «Россия VS Китай», с 12 июня 2022 года — цикл передач «Вся правда о НАТО». С 9 сентября 2022 года начал проводить эфиры на своём собственном канале, насчитывающим на июнь 2023 года более 448 тысяч подписчиков и 46 млн просмотров.
В 2020 году подал жалобу в Конституционный суд Российской Федерации, расценив статью 3.9 Кодекса об административных правонарушениях, запрещающую назначать наказание в виде административного ареста женщинам (а также военным, сотрудникам СК, МВД и Росгвардии), у которых есть дети до 14 лет, как антиконституционную и дискриминационную по отношению к мужчинам и потребовал распространить эту меру «для всех родителей детей в возрасте до 14 лет».
В апреле 2021 года на фоне преследований организаций Навального уехал в Литву.
В феврале 2022 года выступил против вторжения России на Украину.
6 мая 2022 года Минюст России внёс Милова в список СМИ — «иностранных агентов».
С сентября 2022 года — вице-президент фонда «Свободная Россия» по международной адвокации.
16 ноября 2023 года Владимир Милов был заочно приговорен Басманным судом к 8 годам колонии.

## Личная жизнь
Жена — Наталья Ярославовна Степанова (род. 21 марта 1990 года). Окончила Московский полиграфический институт, работала в газете «Ведомости». В настоящее время руководит региональным отделом Межрегионального профсоюза предпринимателей «Лига свободы», является соучредителем политической партии «Демократический выбор» и её московского городского регионального отделения, член контрольно-ревизионной комиссии партии.
Поженились в мае 2016 года. Супруги воспитывают сына Андрея. В декабре 2023 года в интервью на ютуб-канале «Популярная политика» Милов упомянул Наталью как «бывшую супругу».
Проживает в Вильнюсе.

## Доклад «Путин. Итоги»
В феврале 2008 года вместе с Борисом Немцовым опубликовал брошюру «Путин. Итоги», в которой подверг резкой критике деятельность российской власти в президентство Владимира Путина. В брошюре утверждается, что в этот период не были использованы широкие возможности, связанные с высокими ценами на энергоносители.
Армия, пенсионная система, системы здравоохранения и среднего образования, дороги при Путине деградировали. С экономикой тоже не всё обстоит благополучно: счастливое время в основном позволило привести в относительный порядок финансы, но раздуло пузыри на рынках акций и недвижимости, а инвестиции в развитие реального сектора росли весьма сдержанно, модернизации производственных мощностей за это время не произошло. Возможности, образовавшиеся благодаря внезапному «нефтяному дождю», были упущены. Как и при Брежневе, сверхдоходы от экспорта нефти и газа были в значительной степени проедены, а необходимые преобразования — не проведены. В результате к концу путинского президентства мы опять у разбитого корыта — без работающих систем социального обеспечения, с нарастающим дефицитом пенсионного фонда, с армией из прошлого века, огромными долгами госкомпаний, гигантской, не имеющей аналогов в российской истории коррупцией.
Политолог Андраник Мигранян считает, что в тексте доклада «просматривается попытка ответить Путину и сегодняшней политической элите на то, что они жёстко критикуют 90-е годы со всем тем олигархическим беспределом».

## Критика
Юрий Шейн, член Московского регионального совета партии «Яблоко», выступая с предложением исключить Илью Яшина из партии в феврале 2009 года, обвинил последнего в участии в политическом движении «Солидарность», лидеры которого распространяют, по мнению Шейна, дезинформацию против «Яблока». В числе таких лидеров Шейн, кроме самого Яшина, упомянул Владимира Милова, Гарри Каспарова, Бориса Немцова и др. политических деятелей. Общий подход Шейна к Яшину и «Солидарности» был подвергнут критике со стороны других членов «Яблока»: Льва Шлосберга, Бориса Вишневского и Виктора Шейниса.

В декабре 2010 года премьер-министр России Владимир Путин во время пресс-конференции так ответил на вопрос, чего на самом деле хотят Борис Немцов, Владимир Рыжков и Владимир Милов:
Денег и власти, чего они ещё хотят?! В своё время они поураганили, в 90-х годах утащили вместе с Березовскими и теми, кто сейчас находится в местах лишения свободы, о которых мы сегодня вспоминали, немало миллиардов. Их от кормушки оттащили, они поиздержались, хочется вернуться и пополнить свои карманы. Но, я думаю, что если мы позволим им это сделать, они отдельными миллиардами уже не ограничатся, они всю Россию распродадут.
В январе 2011 года Борис Немцов, Владимир Рыжков и Владимир Милов подали иск о несоответствии приведённой информации действительности. Но суд отклонил иск Немцова, Милова и Рыжкова о защите чести, достоинства и деловой репутации, приняв аргументы защиты о том, что якобы Путин высказал своё субъективное оценочное суждение, которое не было индивидуализировано, а также что премьер-министр говорил не конкретно об истцах, а о группе лиц. В качестве аргументов в суде защитниками Путина были представлены распечатанные на бумажных носителях статьи из Википедии. Истцы назвали решение суда предсказуемым, но заявили, что будут его обжаловать как в Мосгорсуде, так и в Европейском суде по правам человека.
Представитель компании Rosukrenergo опроверг утверждение из публикации Милова и Немцова о приобретении ОАО «Газпром» 50 % акций компании Rosukrenergo AG за 3,5 млрд $, оценив сделку в 2,36 млн евро.

7 декабря 2011 года Милов обвинил организаторов митинга в Москве на Чистых прудах 5 декабря в том, что сами они не пошли на несогласованное шествие до Лубянки, хотя до этого с трибуны призывали это делать других, не говоря уже о том, что до этого вообще призывали людей на выборы не ходить, чем только помогли «Единой России» набрать больше голосов. В тот день ОМОН задержал свыше 500 человек, в том числе Илью Яшина и Алексея Навального. Милов также высказал недоверие организаторам митинга 10 декабря и призвал «не поддаваться на их провокационные призывы». Екатерина Журавская, профессор Российской и Парижской школ экономики, заметила по этому поводу:
Я не знаю, что нужно делать оппозиции. Но я точно знаю, чего ей делать категорически нельзя: а именно то, что сделал Владимир Милов, который дважды публично выступил против своих бывших коллег по «Солидарности». Вот это — безумие. Оппозиция должна выступать единым фронтом, принимать решения коллегиально, категорически отказаться от свар внутри.